# سرفايفر سيريس (2020)
سرفايفر سيريس 2020 (بالإنجليزية: Survivor Series (2020))‏ هو عرض مصارعة محترفة من فئة الدفع مقابل المشاهدة وهو العرض الرابع والثلاثون من سلسلة عروض سرفايفر سيريس. سيعرض يوم 22 نوفمبر 2020 في مدينة أورلاندو بولاية فلوريدا الأمريكية.

## وصلات خارجية
- الموقع الرسمي
- WWE ThunderDome Frequently Asked Questions